# Lijst van burgemeesters van Schiedam
Dit is een lijst van burgemeesters van de Nederlandse gemeente Schiedam in de provincie Zuid-Holland.

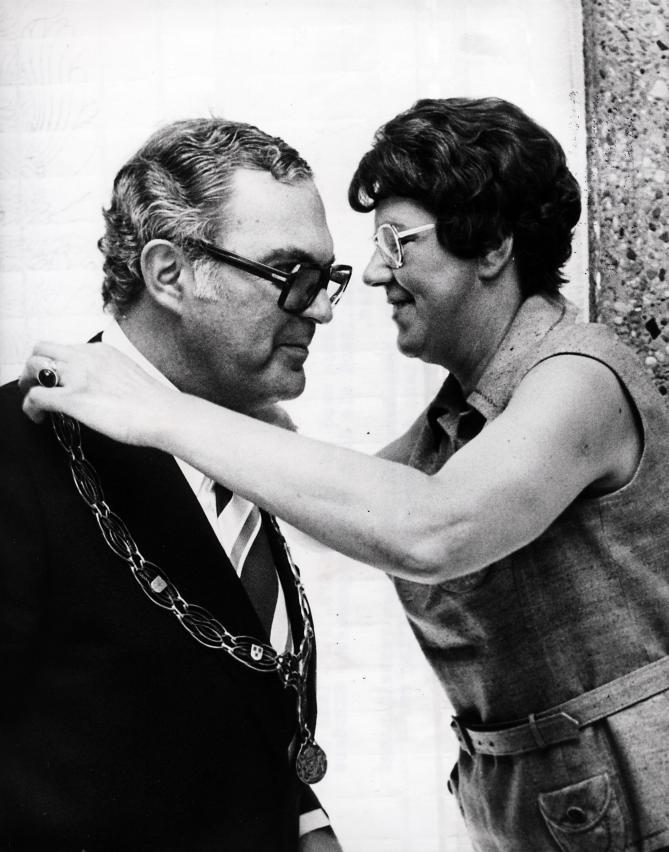
A.J. Lems (links) wordt op 1 augustus 1974 geïnstalleerd als burgemeester van Schiedam. Rechts Locoburgemeester mevrouw Verweij-de Graaf.

| Ambtsperiode | Naam burgemeester              | Partij of stroming | Bijzonderheden                                                                                      |
| ------------ | ------------------------------ | ------------------ | --------------------------------------------------------------------------------------------------- |
| 1808 - 1811  | C. Nolet                       |                    | telg uit het geslacht Nolet                                                                         |
| 1811 - 1825  | C. Heereman                    |                    | 1815 - 1824 President-burgemeester, met Bernardus Johannes Pielat van Bulderen en Daniël Pietermaat |
| 1825 - 1827  | J. Burgerhoudt                 |                    | |
| 1828 - 1831  | Pieter Brillenburg             |                    | |
| 1831 - 1844  | J. Loopuijt                    |                    | |
| 1844 - 1851  | Simon Rijnbende                |                    | |
| 1851 - 1854  | C.A. van Bol'Es                |                    | zwager van de voorgaande en telg uit het geslacht Bol'es                                            |
| 1854 - 1866  | L. Knappert                    |                    | |
| 1866 - 1894  | P.J. van Dijk van Mathenesse   |                    | voorheen burgemeester van Oud- en Nieuw- Mathenesse                                                 |
| 1894 - 1905  | H.J. Versteeg                  |                    | |
| 1906 - 1910  | M.A. Brants                    | ARP                | |
| 1910 - 1919  | M.L. Honnerlage Grete          |                    | |
| 1919 - 1929  | A.J. Gijsen                    |                    | |
| 1929         | ir. C. Houtman                 |                    | waarnemend burgemeester                                                                             |
| 1929 - 1935  | H. Stulemeijer                 | RKSP               | |
| 1935         | ir. C. Houtman                 |                    | waarnemend burgemeester                                                                             |
| 1935 - 1941  | mr.dr. F.L.J. van Haaren       |                    | |
| 1941 - 1945  | dr. Dirk Gerrit Draaijer       |                    | nam zelf ontslag op 10 mei 1945                                                                     |
| 1945         | K. Bosch                       |                    | waarnemend burgemeester                                                                             |
| 1946 - 1964  | J.W. Peek                      | KVP                | |
| 1965 - 1974  | H. (Harm) Roelfsema            | PvdA               | |
| 1974 - 1979  | A.J. (Arie) Lems               | PvdA               | werd burgemeester van Zaanstad                                                                      |
| 1979 - 1983  | mr. G.J. (John) te Loo         | PvdA               | was burgemeester van Winschoten, werd burgemeester van Leeuwarden                                   |
| 1984 - 2006  | drs. R. (Reinier) Scheeres     | PvdA               | bij aftreden langst zittende burgemeester van Nederland                                             |
| 2006 - 2011  | W.M. (Wilma) Verver-Aartsen    | VVD                | nam zelf ontslag op 15 juni 2011                                                                    |
| 2011 - 2012  | ir. J.M. (Joan) Leemhuis-Stout | VVD                | waarnemend burgemeester                                                                             |
| 2012 - 2023  | C.H.J. (Cor) Lamers            | CDA                | |
| 2023 - 2024  | mr. J.G. (Jules) Bijl          | D66                | waarnemend burgemeester                                                                             |
| 2024 - heden | mr. H.M. (Harald) Bergmann     | VVD                | |